# Förmögenhetsskatt
Förmögenhetsskatt är en löpande beskattning av förmögenhet, baserad på förmögenhetens storlek oberoende av dess avkastning. 
I december 2020 hade 7 länder förmögenhetsskatt – Argentina, Belgien, Italien, Nederländerna, Norge, Schweiz och Spanien. Förmögenhetsskatten avskaffades i Danmark 1997, Finland år 2005 och i Sverige år 2007.

## Historik
Förmögenhetsskattens rötter går tillbaka till antikens Grekland. En så kallad "eisphorá" var en fast avgift som vid behov togs ut på mycket rika atenier – vanligtvis i tider av krig.
Skatt baserad på ägd mark och/eller fastighet, som kan ses som en typ av förmögenhetsskatt, har existerat som en av de vanligaste typerna av skatt i äldre tid och i de flesta länder. I slutet av 1800-talet utvecklades nya former av skatter, och successivt har denna skatt ersatts av inkomstskatt, kapitalvinstskatt och fastighetsskatt bland de direkta skatterna. I många länder skapades i början av 1900-talet även en mer direkt förmögenhetsskatt. I Sverige infördes till exempel 1910 regeln att 1/60 av förmögenheten skulle läggas till inkomsten vid inkomstbeskattningen.

## Debatt
Förmögenhetsskatt har motiverats med fördelningspolitiska argument, främst av socialistiska och socialdemokratiska debattörer och nationalekonomer.[källa behövs]
Kritiker av skatten, som oftast hittas bland högerorienterade debattörer, har argumenterat principiellt för att skatten (om den överstiger avkastningen eller värdet av nyttjandet) riskerar att stå i strid med den grundläggande principen om äganderätt. Dessutom har de pekat på att skatten begränsar sparande och tillgång till kapital för investeringar som ger välstånd i samhället. Förmögenhetsskatten gav begränsade intäkter till staten, det sista året 2006 svarade den för 0,43 procent av skatteintäkterna. Skatten har också kritiserats för att vara svår att implementera eftersom det är svårt att värdera olika tillgångar och för att det är lätt för förmögna människor att undvika skatten genom att flytta utomlands.
Den franske ekonomen Thomas Piketty argumenterar i sin bok Kapitalet i tjugoförsta århundradet att kapitalistiska samhällen alltid leder till en ojämn fördelning av välstånd, vilket han menar orsakar social och ekonomisk instabilitet. Piketty föreslår ett globalt system med progressiva förmögenhetsskatter för att minska ekonomisk ojämlikhet och bryta den nuvarande trenden mot att allt färre äger en allt större andel av alla tillgångar.
Nationalekonomerna  Daniel Waldenström och Spencer Bastani konstaterar i en studie att förmögenhetsskatten är avskaffad i de flesta länder och det av samma anledning: Svårigheter att implementera den, ineffektivitet, svårigheter att värdera tillgångar, olika behandling av olika typer av tillgångar och att den skattskyldiga kan sakna likvida medel att betala skatten med.
Enligt en OECD-studie från 2018 är det "svårt att bestämt hävda att förmögenhetsskatter skulle ha negativa effekter på entreprenörskap. Omfattningen av effekterna av förmögenhetsskatter på entreprenörskap är också oklart."
Professor Åsa Hansson kunde i en vetenskaplig studie publicerad 2010 påvisa att förmögenhetsskatter var negativa för ekonomisk tillväxt.

## Statistik
Det förekommer variationer när det kommer till proportionen av den totala inkomsten från skatt som härrör från just förmögenhetsskatt. Tabellen nedan visar data från OECD för länder med denna typ av skatt.
| Country   | Total skatteinkomst | Förmögenhetsskatt som procent av inkomst |
| --------- | ------------------- | ---------------------------------------- |
| Colombia  | 67,788              | 0,025%                                   |
| Italien   | 879,161             | 0,053%                                   |
| Turkiet   | 188,426             | 0,001%                                   |
| Luxemburg | 31,448              | 7,032%                                   |
| Schweiz   | 220,000             | 5,176%                                   |
| Norge     | 256,732             | 1,396%                                   |
| Spanien   | 531,233             | 0,512%                                   |
| Belgien   | 245,157             | 0,47%                                    |
| Ungern    | 59,294              | 0,339%                                   |
| Frankrike | 1280,545            | 0,192%                                   |
| Kanada    | 710,527             | 0,058%                                   |
| Tyskland  | 1602,874            | 0,109%                                   |